# Heterodeaceae
Heterodeaceae is een botanische naam voor een familie van korstmossen behorend tot de orde Lecanorales. Het typegeslacht is Heterodea. Dit geslacht is later heringedeeld naar de familie Cladoniaceae.